# گرهارد گاندرمن

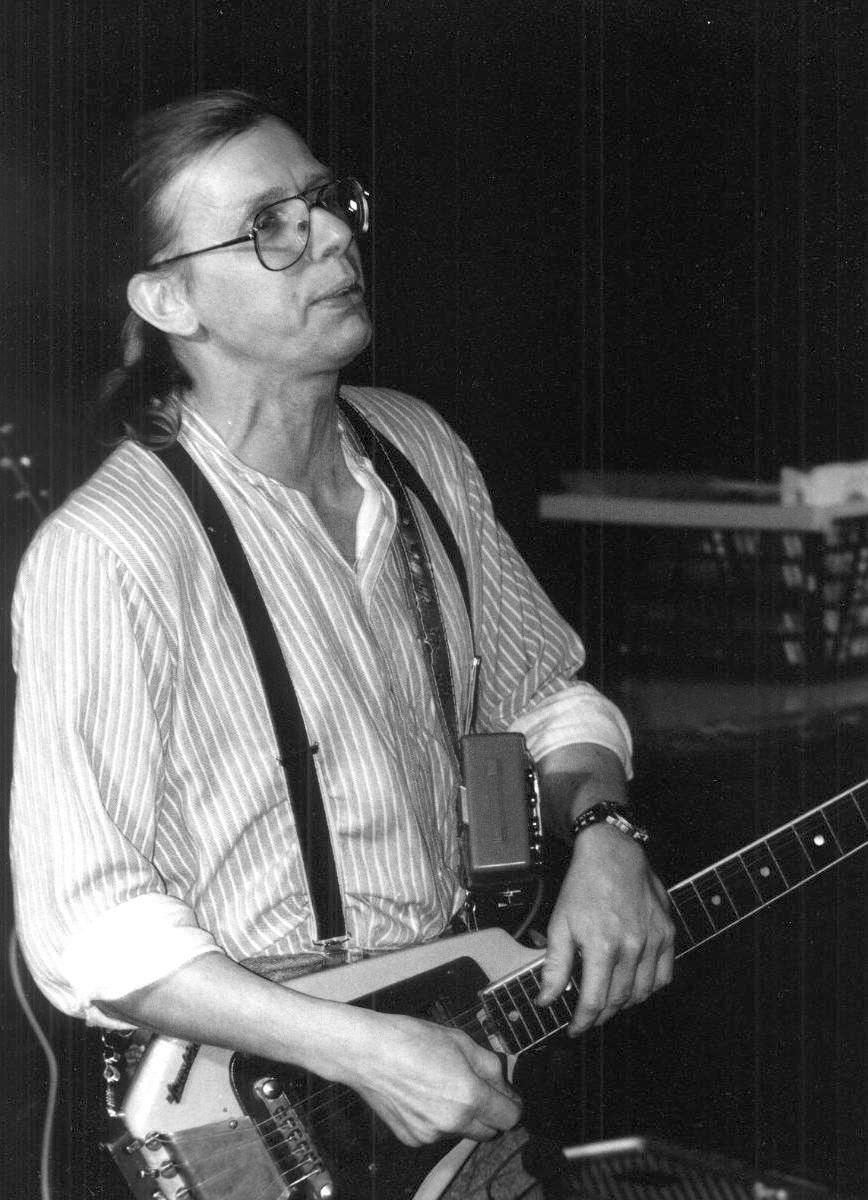
گرهارد گاندرمن، ۱۹۹۴

گرهارد رودیگر «گوندی» گاندرمن (زاده ۲۱. فوریه ۱۹۵۵ در وایمار ; درگذشته ۲۱ ژوئن ۱۹۹۸ در اسپریتال) خواننده، ترانه‌سرا و نوازنده موسیقی راک آلمانی بود.
در جمهوری دموکراتیک آلمان (آلمان شرقی)، راننده بیل مکانیکی بود از دهه ۱۹۸۰ به عنوان سخنگوی مردم منطقه استخراج زغال‌سنگ قهوه ای لوزاتیا انتخاب شد. پس از اتحاد مجدد آلمان، او بیشتر خود را وقف حفاظت از محیط زیست کرد و از تحولات اجتماعی در شرق آلمان انتقاد کرد.
ترانه‌های او که اغلب با لحن سودازدگی (افسردگی) مشخص می‌شوند، گاهی بازتابی از برداشت شخصی از مضامین زندگی و مرگ هستند.

## زندگی

### کودکی و سالهای اولیه
گرهارد گاندرمن در سال ۱۹۶۷ به هویرسوردا در ناحیه کوتبوس نقل مکان کرد. وقتی دوازده ساله بود، گاندرمن یکی از تپانچه‌های دوران جنگ پدرش را پیدا کرد که به همبازی‌هایش نشان داد. پدرش به دلیل نگهداری غیرقانونی اسلحه به حبس تعلیقی محکوم شد و سپس تمام ارتباط خود را با او قطع کرد. در سال ۱۹۷۳ گاندرمن کارآموزی خود را گذراند و به عنوان بخشی از آموزش خود به عنوان یک افسر سیاسی برای NVA، ابتدا در لوبا در دانشکده افسران نیروی زمینی "Ernst Thälmann"، جایی که در کلوپ آواز ارتش آواز خواند، تحصیل کرد. از آنجایی که او از خواندن ستایش ژنرال هاینز هافمن امتناع کرد، در سال ۱۹۷۵ از اخراج شد و از آن زمان به بعد به عنوان کارگر در معدن روباز اسپریتال مشغول به کار شد.

### عضویت در اشتازی، کار به عنوان کارمند غیررسمی، فعالیت‌های سیاسی
از سال ۱۹۷۶ به عنوان کارگر ماهر در مدرسه شبانه آموزش دید و در این مدت به عنوان کارمند غیررسمی (IM) به استخدام وزارت امنیت دولتی درآمد. او نام مستعار گریگوری را انتخاب کرد. در سال ۱۹۷۷ او نامزد SED (پیش‌درآمد عضویت کامل) شد و سال بعد «به دلیل نظر ناخواسته خود» از حزب اخراج شد. اما پس از اعتراضات، این محرومیت به «توبیخ شدید» تغییر یافت. در سال ۱۹۸۴ او سرانجام از SED به دلیل «بی خاصیت اصولی» اخراج شد. در همان سال، وزارت امنیت کشور به همکاری با او پایان داد. او در طول مدتی که به عنوان یک IM کار می‌کرد، در مجموع ۱۵۰۰ دلار برای کار خود دریافت کرد مارک و در سال ۱۹۸۱ مدال برنز آرتور بکر، جایزه ای از FDJ.
برای انتخابات Volkskammer در ۱۸ مارس ۱۹۹۰ نامزدی ناموفق برای اتحاد اقدام چپ کرد.
در سال ۱۹۹۵، کار گاندرمن برای وزارت امنیت دولتی آشکار شد. این نوازنده از اینکه زودتر در مورد نقش خود به عنوان یک جاسوس صحبت نکرده‌است ابراز شرمندگی کرد. او در مورد نقش خود به عنوان IM گفت: «من خود را قربانی و مجرم نمی‌دانم. من درگیر GDR شدم و معامله کردم و پول دریافت کردم. و من یادگرفته ام برای همین در دنیا هستم. آهنگ Sieglinde او را می‌توان به عنوان یک ارزیابی مجدد موسیقایی از این گذشته تعبیر کرد.

### آغاز موسیقی
در سال ۱۹۷۸، گاندرمن به همراه کلوپ آواز هویرسوردا به جشنواره آوازهای سیاسی به برلین شرقی رفت. در همان سال، باشگاه آواز به Brigade Feuerstein تغییر نام داد. افسانه موزیکال راسکادونیا برای اولین بار اجرا شد.

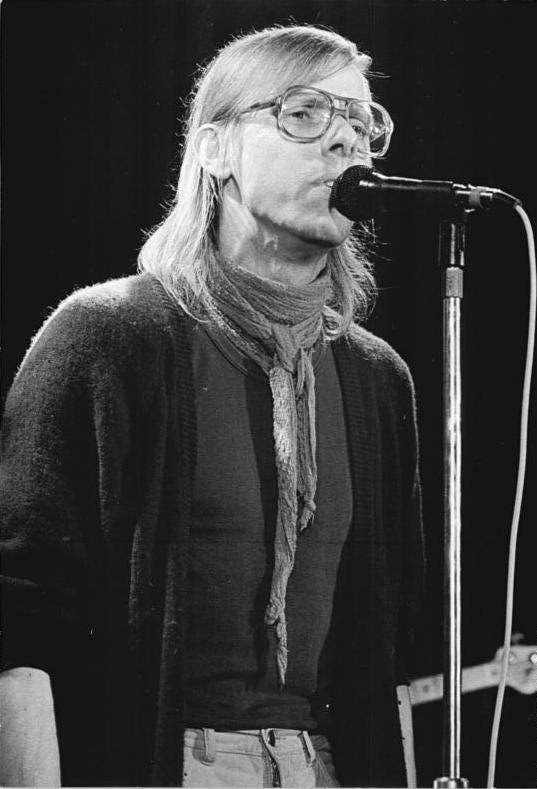
گرهارد گاندرمن، ۱۹۸۹

در سالهای ۱۹۸۰/۱۹۸۱ گاندرمن موزیکال کودکانه Malvina را به همراه آلفونس فورستر نوشت که با موفقیت همراه با بریگاد Feuerstein تور برگزار کرد. کونی همسر بعدی گاندرمن یکی از اعضای گروه بود و نقش اصلی مالوینا را بازی کرد.

### اولین موفقیت‌ها به عنوان یک هنرمند انفرادی
در سال ۱۹۸۶ اولین حضور انفرادی خود را به عنوان خواننده و ترانه‌سرا انجام داد و در سال ۱۹۸۷ برنده جایزه اصلی و جایزه رکورد در GDR Chanson Days شد. در سال ۱۹۸۸ اولین LP او منتشر شد، که مانند دیگر ضبط‌های رسمی استودیویی‌اش، نه به سبک خواننده و ترانه‌سرا، بلکه با گروه‌های راک مختلف (مثلاً گاندرمن و دوستانش، شکارچیان غیرقانونی، از سال ۱۹۹۲ و سپس گاندرمن و سیلشافت). در این مدت، گاندرمن و بریگاد فوئرشتاین از هم جدا شدند زیرا استانداردهای بالای او دیگر با استانداردهای اعضای گروه سازگار نبود. گروه در سال ۱۹۸۹ از هم پاشید، اما پس از تغییرات سیاسی، اجراهای پراکنده‌ای با هم داشتند. در سال ۱۹۸۹ گاندرمن به عنوان ترانه‌سرا برای آلبوم جدید فوریه توسط گروه Silly کار کرد که در جمهوری آلمان موفق بود. او همچنین درگیر مسائل فرهنگی و سیاسی شد: در کنگره هنرهای سرگرمی در جمهوری دموکراتیک آلمان در تاریخ ۱ ژانویه سخنرانی کرد. مارس ۱۹۸۹ سخنرانی که با تفکر جدید میخائیل گورباچف مطابقت داشت.

### پیشرفت و محبوبیت در شرق
در دهه ۱۹۹۰، "راننده بیل مکانیکی آوازخوان از Lusatia" و تیم طناب او توانستند با عناوینی مانند Engel über den Revier (فرآوری موسیقی نسخه تغییر دهنده زندگی از معدن روباز در سال ۱۹۹۷) یا Here I was born (اینجا متولد شدم) بازی کنند. تأملی در مورد وطن و منشأ خود). گاندرمن با طیف وسیعی از موضوعات خود در آهنگ‌هایی دربارهٔ مناطق صنعتی رو به زوال، زندگی و مرگ، داستان‌های ساده روزمره، محیط زیست یا بیکاری، در شرق محبوب شد، در حالی که در آلمان غربی تقریباً تا پایان عمر ناشناخته ماند. تحلیل انتقادی-شعری اتحاد مجدد آلمان و پیامدهای آن برای آلمان شرقی در سوابق بعدی او جایگاهی مرکزی داشت. پرداختن به موضوعاتی مانند استثمار، مردم، طبیعت، بوم‌شناسی و همچنین فقر، کار و ثروت برای او اهمیت ویژه ای داشت.

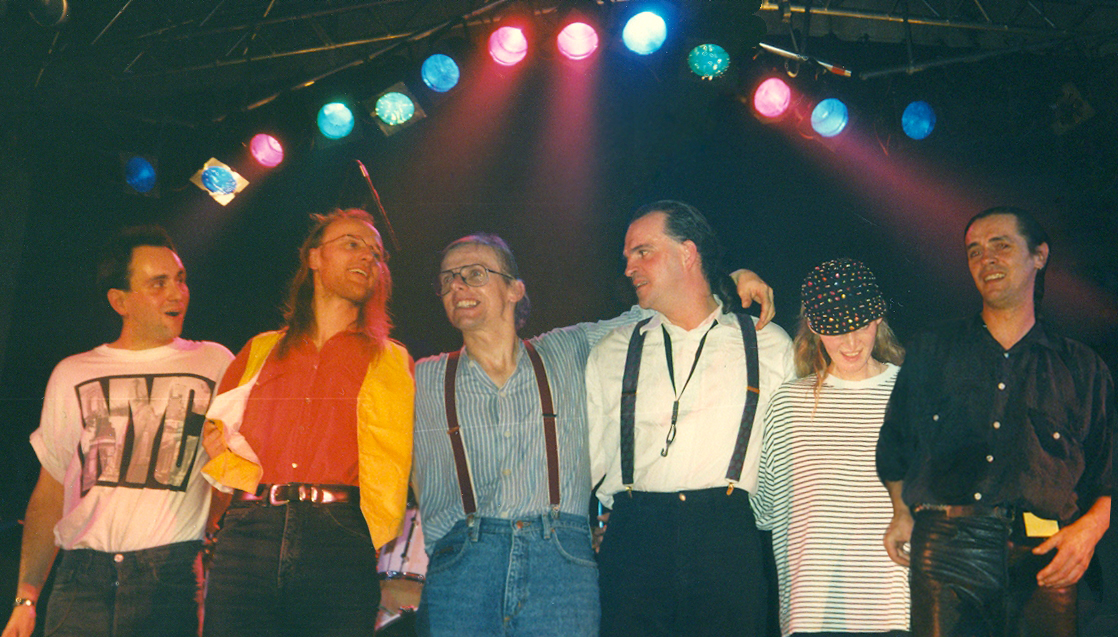
گاندرمن (وسط) و تیم طناب، ۱۹۹۳ در دیگ بخار در Kulturbrauerei در برلین

گاندرمن علاوه بر حضور در گروه خود با گروه خود Seilschaft، که همه آلبوم‌ها را از سال ۱۹۹۳ به بعد ضبط کرد، اغلب به عنوان خواننده و ترانه‌سرا با برنامه‌های انفرادی خود تور می‌رفت و روی پروژه‌های مختلفی کار کرده‌است، به عنوان مثال در برنامه Doppelkopp با خواننده و ترانه‌سرا. مانفرد مورنبرشر. در سال ۱۹۹۴، گاندرمن و سیلشافت از باب دیلن و جوآن بائز حمایت کردند.
در سال ۱۹۹۷ او از تأسیس جشنواره ترانه‌سرای هویشرکه در کارخانه فرهنگ هویرسوردا حمایت کرد، جایی که او چند کنسرت را کمی قبل از مرگش اجرا کرد. یک سی دی در سال ۱۹۹۸ از آخرین کنسرت او که یک هفته قبل از مرگش در کرامس اجرا کرد منتشر شد.

### خانواده و زندگی خصوصی
گاندرمن در سال ۱۹۸۳ با کورنلیا ازدواج کرد. همسرش کورنلیا ("کانی") که او از دوران مدرسه می‌شناخت، دو فرزند به این ازدواج آورد و دخترشان لیندا در سال ۱۹۹۲ به دنیا آمد. گاندرمن نه سیگار می‌کشید و نه الکل می‌نوشید. او رژیم گیاهخواری داشت.
حتی پس از اینکه موسیقی او مدت‌ها بود که دستمزد زندگی او را تضمین کرده بود، او همچنین به عنوان راننده بیل مکانیکی در معدن زغال‌سنگ قهوه‌ای به کار ادامه داد. پس از بسته شدن معدن در سال ۱۹۹۷، او شروع به آموزش مجدد به عنوان نجار کرد. قاعده او در امرار معاش نه از هنر، بلکه از کار «واقعی» به منظور جلوگیری از بازاریابی تجاری ترانه‌هایش، منجر به یک سبک زندگی بیش از حد سخت با خواب بسیار کم شد. او اغلب از کنسرت‌های سه ساعته خود مستقیماً بدون استراحت به شیفت خود یا برعکس می‌رفت.

### مرگ

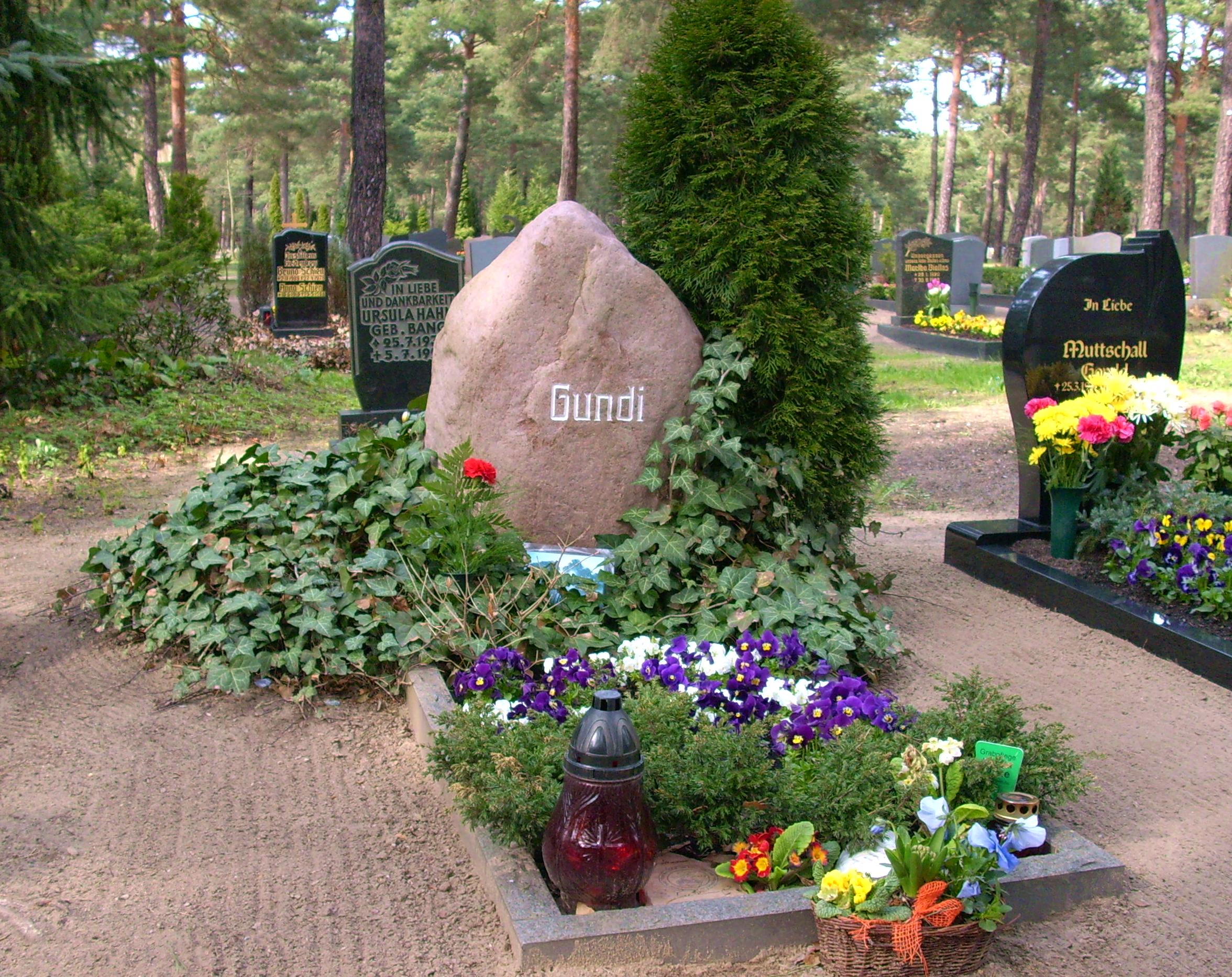
قبر گاندرمن در گورستان جنگلی در هویرسوردا

گرهارد گاندرمن در ژوئن ۱۹۹۸ در سن ۴۳ سالگی بر اثر سکته مغزی در شهر زادگاهش اسپریتال درگذشت. او همسر و چهار فرزندش را به جا گذاشت. مزار او در گورستان جنگلی هویرسوردا است.

## بعد از درگذشت
در ۱۲ سپتامبر ۱۹۹۸، کنسرت بزرگ یادبود گاندرمن در صحنه فضای باز در برلین-وایسنزه برگزار شد که در آن تیم طناب و هنرمندان و همراهان متعددی از جمله گرهارد شونه خواننده و ترانه‌سرا، باربارا خواننده سانسون شرکت کردند. تالهایم، بازیگر توماس رومان و بریگاد فوئرشتاین.
از سال ۱۹۹۹، Gundermanns Seilschaft. اختصاص به مراقبت از اموال خود را. مهم‌تر از همه، ترانه‌های او و افکار پشت سر آنها را باید زنده نگه داشت.
در سال ۲۰۰۰، برخی از اعضای Landestheater Tübingen Randgruppencombo را با حضور هاینر کوندشاک، نوازنده، بازیگر و کارگردان تأسیس کردند. این گروه آهنگ‌های گاندرمن را می‌نوازد و اکنون سه آلبوم منتشر کرده‌است. از زمان تأسیس، بیش از صد کنسرت در سرتاسر آلمان برگزار کرده‌است و سهم قابل توجهی در شناخته شدن گاندرمن و آهنگ‌هایش در ایالت‌های فدرال قدیمی نیز داشته‌است.
Johan Meijer خواننده و آهنگساز هلندی در سال ۲۰۰۸ آهنگ‌های گاندرمن را به هلندی ترجمه کرد و آنها را در CD Hondsdraf ضبط کرد. Hondsdraf نام هلندی گل پیچک زمینی است.
به مناسبت دهمین سالگرد درگذشت گاندرمن، کنسرت یادبودی در ژوئن ۲۰۰۸ در کلمبیاهاله برلین برگزار شد. در این کنسرت گروه طناب، کمبو گروه حاشیه، پولکاهولیکس، کریستین هاس و سیلی از جمله دیگر به اجرای برنامه پرداختند. کنسرت ضبط شد، بخش‌های بزرگی از ضبط در سال ۲۰۰۹ بر روی DVD All or None - Tribute to Gerhard Gundermann منتشر شد.
گروه موسیقی گاندرمن Die Seilschaft از سال ۲۰۱۰ دوباره فعال شده بود و کنسرت‌های متعددی را در سراسر آلمان برگزار می‌کند. کریستین هاس، ترانه‌سرا/نوازنده، اکنون به عنوان خواننده و گیتاریست به گروه ملحق شده‌است و گروه را تکمیل می‌کند.
برای تولد ۶۰ سالگی گاندرمن در سال ۲۰۱۵، اکسل پرال و آندریاس درسن کنسرتی را در برلین Kesselhaus در Kulturbrauerei برای تولد او ترتیب دادند. جودیت هولوفرنس، گیسبرت زو کنیفاوزن، توبیاس مورگنسترن و هانس-اکاردت ونزل در کنار گروهش اجرا کردند. از آنجایی که کنسرت ادای احترام خیلی زود تمام شد، در ۲۲ مارس لغو شد. در فوریه تکرار شد.

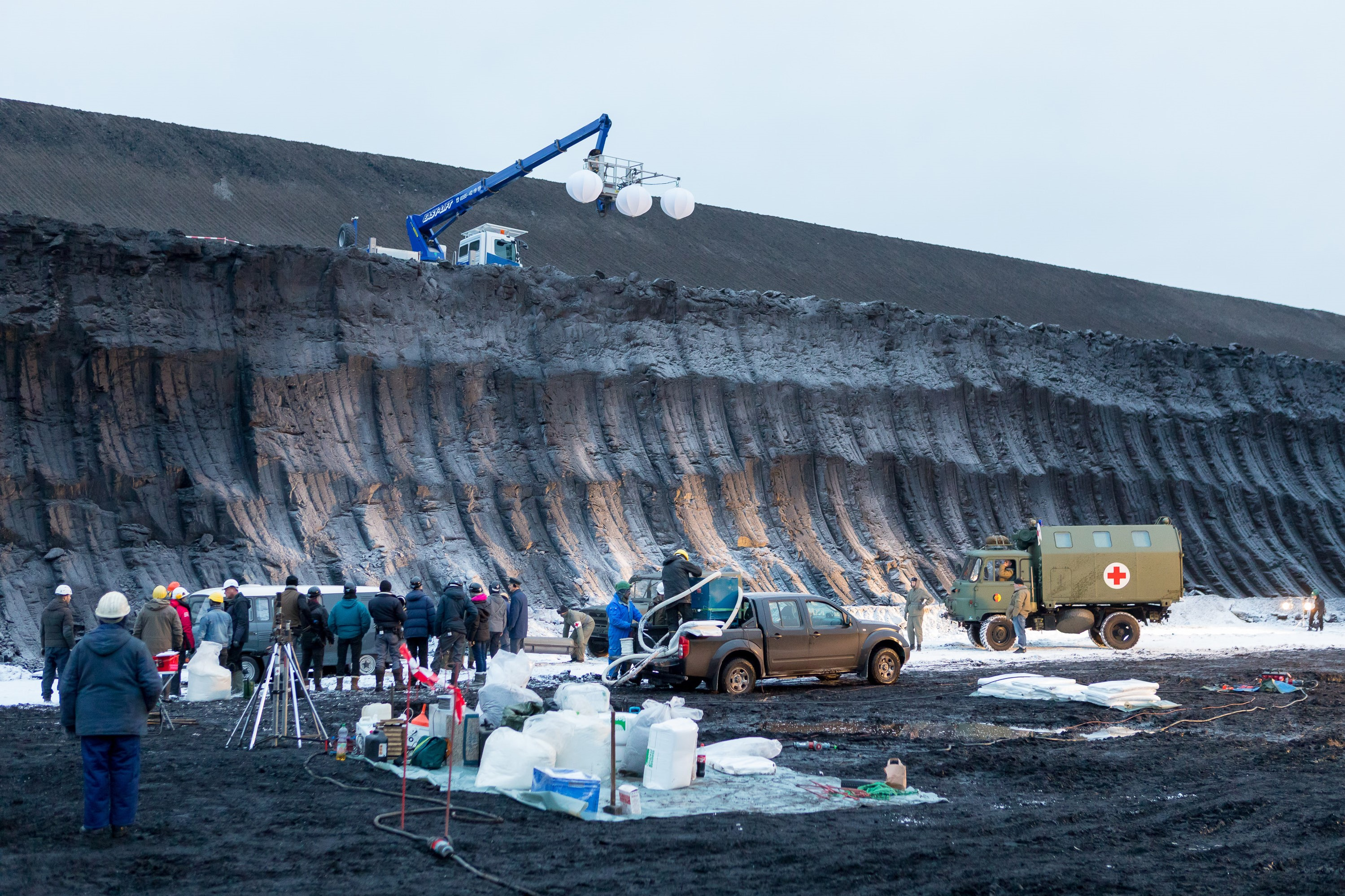
فیلمبرداری فیلم بلند گوندرمن ساخته آندریاس درسن در معدن روباز

در اکتبر ۲۰۱۷، بر اساس فیلمنامه لیلا استیلر و کارگردانی آندریاس درسن، فیلمبرداری یک فیلم بیوگرافی دربارهٔ زندگی گاندرمن آغاز شد. الکساندر شیر نقش اصلی را بر عهده گرفت. در روز ۲۳ فیلم Gundermann در اوت ۲۰۱۸ در سینماهای آلمان اکران شد.
در سال ۲۰۱۸، لیندا، دختر گاندرمن، پروژه Linda and the Loud Brides را به همراه اعضای گروه‌های Schnaps im Silbersee , Hasenscheisse و Lari & die Pausenmusik تأسیس کرد که آهنگ‌های کردهارد گاندرمن را به نسل بعدی منتقل می‌کند.
رمان Der Brand (2021) اثر دانیلا کرین با نقل قولی از آهنگ Gras گاندرمن به پایان می‌رسد که گفته می‌شود آهنگ مورد علاقه قهرمان داستان راهل وندرلیچ است.
Kulturfabrik Hoyerswerda در حال ایجاد آرشیوی از رسانه‌های صوتی، فیلم‌ها و یادگاری‌های گرهارد گاندرمن است.

## جوایز
- ۱۹۸۷: با بریگاد Feuerstein در DDR-Chansontage در فرانکفورت (Oder) جایزه اصلی VEB Deutsche Records برای برنامه مردان، زنان و ماشین‌ها. (این کار تولید LP همنام را امکان‌پذیر کرد)
- ۱۹۹۴: با تیم طناب جایزه سالانه بهترین لیست آهنگ برای آهنگ حسرت پیپر.

## انتشارات

### دیسکوگرافی
- 1988 LP مردان، زنان و ماشین‌ها
- ۱۹۸۹ همکاری در آلبوم فوریه توسط Silly
- 1992 CD Lonely Peak ; همکاری در آلبوم Hurensöhne از Silly
- ۱۹۹۳ سی دی هفتمین سامورایی (Gundermann & Seilschaft)
- 1995 CD Breakfast Forever (Gundermann & Seilschaft)
- 1997 CD Engel über dem Revier (تیم گاندرمن و طناب)
- 1998 CD Krams - The Last Concert (ضبط زنده آخرین کنسرت یک هفته قبل از مرگ او)
- 1999 CD Unplugged (Silly + Gundermann & Seilschaft) (۲۲. نوامبر ۱۹۹۴، Lindenpark Potsdam)
- ۲۰۰۰ قطعه سی دی زنده I (عمدتا تیم گاندرمن و طناب)
- 2004 CD Workpieces II. شکارچیان غیرقانونی
- سی دی توررو ۲۰۰۵ … قطعه کار III (انفرادی/زنده)
- ۲۰۰۶ سی دی Grandma Else. یک داستان صوتی در آهنگ‌هایی که توسط پترا کلینگ و گرهارد گاندرمن خوانده شده‌است
- 2008 CD Choices I – همه یا هیچ (CD و DVD)

### ویدئو/DVD
- 1998 Gundermann & Seilschaft: Live in the Palace of Tears (برلین)، VHS (DVD 2009)
- ۱۹۹۹ احمقانه + Gundermann و Rope Team Unplugged

### موسیقی فیلم
- جانی در حال آمدن است، DEFA برای تلویزیون آلمان شرقی، فیلم جوانان، آلمان شرقی ۱۹۸۸، ۱۰۵ دقیقه (با آلفونس فورستر و بریگاد فوئرشتاین)، اولین نمایش: ۲۵. دسامبر ۱۹۸۸ تلویزیون آلمان شرقی ۱; ۱. نوامبر 1990 ZDF; ویدیوهای ۱۹۹۵

### کتاب‌های آهنگ
- کتاب ترانه. ویرایش شده توسط ماریو فرارو. Buschfunk, Berlin 1996, ISBN 3-931925-34-X (42 آهنگ گاندرمن با نت و اشعار).
- کتاب ترانه قسمت ۲. ویرایش شده توسط ماریو فرارو. Buschfunk، برلین ۱۹۹۹، ISBN 3-931925-35-8 (49 آهنگ دیگر گاندرمن با نت‌ها و اشعار).

### آلبوم‌های ادای احترام
- ۲۰۰۱ ترکیب گروه حاشیه ای چمن بارها و بارها رشد می‌کند - ترکیب گروه حاشیه ای گاندرمن (۱۲. -۱۴. آوریل ۲۰۰۱، Landestheater Tübingen) (2CD)
- 2004 Die Randgruppencombo Live in Ost-Berlin (CD)
- 2008 Johan Meijer Hondsdraf (آهنگ‌های گاندرمن به زبان هلندی) (CD)
- ۲۰۰۹ همه یا هیچ - ادای احترام به گرهارد گاندرمن (۲۱. ژوئن ۲۰۰۸، Columbiahalle Berlin) (2CD، همچنین به صورت DVD)
- 2011 Huderich Zaungucker – Huderich نقش Gundermann را بازی می‌کند (CD)
- 2013 Die Randgruppencombo Im Postbahnhof Live 2012 (2CD)
- 2015 Dresen, Prahl و گروه Cast off (CD، همچنین با DVD)
- تیپ درام لایپزیگ ۲۰۱۵ تیپ درام لایپزیگ گوندرمن را می‌خواند (2CD)
- 2015 Gundi's Songs – Gundi's Themes (2CD)
- آهنگ‌های کریستین هاس و ماریو فرارو ۲۰۱۷ (سی‌دی)
- 2018 Alexander Scheer and Band GUNDERMANN – موسیقی فیلم (CD, 2LP)
- Heiner Kondschak 2018 جایی که در شب در جنگل زیارتگاه سنگ‌ها - کوندشاک گوندرمن را می‌خواند (CD)
- آهنگ‌های دزدان دریایی Stoneland 2019 اثر گرهارد گاندرمن (CD)
- 2019 Huderich Unterm Kirschenbaum – Huderich در نقش Gundermann (CD)
- 2020 The Rope Team - زنده در برلین! (۲ سی دی، همچنین به صورت دی وی دی)

## فیلم‌ها
- Gundi Gundermann، مستند توسط Richard Engel, VHS (1983) و DVD (2016)
- گاندرمن – پایان عصر آهن، مستند ریچارد انگل، ۹۵ دقیقه (۱۹۹۹) و DVD (2016)
- حضور در فیلم مستند The Pain of Lausitz به کارگردانی پیتر روشا (۱۹۸۹/۱۹۹۰)
- مشارکت در فهرست فیلم‌های مستند به دلیل تعطیلی کسب و کار، به کارگردانی برنارد مانگیانته، آلمان/فرانسه (1990)[۱۸]
- مشارکت در فیلم مستند باز با وجود تبدیل شدن، کارگردان: برنارد مانگیانته، آلمان/فرانسه (1996)[۱۹]
- پیچک آسیاب شده ; بیوگرافی فیلم به کارگردانی آندریاس درسن، بر اساس فیلمنامه لیلا استیلر، با بازی الکساندر شیر در نقش گاندرمن (2018) (تریلر در YouTube.com)
- Gundermann Revier، مستند توسط Grit Lemke، 2019[۲۰]

## ادبیات
- Hans-Dieter Schütt: پمپ بنزین برای بازندگان. گفتگو با گرهارد گاندرمن یک خاطره Karl Dietz Verlag, Berlin 2006, ISBN 3-320-02091-9.
- گرهارد گاندرمن. شاعر راک و راننده بیل مکانیکی. گفتگو با هانس دیتر شوت ۲ جلد. Schwarzkopf & Schwarzkopf Verlag، برلین ۱۹۹۶ و 1999. شابک ۳-۸۹۶۰۲-۰۵۵-۲.
- آندریاس لوسینک (ed.): گاندرمن. از هر روز چیزی می‌خواهم که فراموش نکنم… نامه، اسناد، مصاحبه، خاطره. Ch. Links Verlag, Berlin 2018, ISBN 978-3-96289-011-7.
- آلبوم شعر ۳۳۸: گرهارد گاندرمن. Märkischer Verlag Wilmenhorst 2018. GTIN 978 3 943 708 38 7.
- Lutz Kirchenwitz: گاندرمن، گرهارد

## لینک‌های وب
- مواد Gundermann از انجمن Gundermanns Seilschaft e. V بایگانی‌شده  در ۴ سپتامبر ۲۰۱۸ توسط Wayback Machine
- Porträt
- بایگانی‌شده  در [تاریخ ناموجود] توسط ostmusik.de [خطا: نشانی ناشناختهٔ بایگانی]
- اد استولر: "من اینجا به دنیا آمدم - خدای من مرا اینجا از دست داد. ویژگی , Deutschlandfunk، ۲۴. ژوئن ۲۰۰۸
- Gundermann - The Singing Excavator Driver ; فیلم مستند پرتره mdr (7.5 دقیقه) در مورد فعالیت گاندرمن در جمهوری دموکراتیک آلمان و اولین سالهای فعالیت او در صحنه موسیقی آنجا (مستند شده در YouTube.com)
- مشخصات هنرمند، موسیقی، ویدئو، مصاحبه و سایر مطالب در BuschFunk Musikverlag
- آثار نوشته‌شده یا دربارهٔ گرهارد گاندرمن در برگه‌دان کتابخانهٔ ملی آلمان  آن در